# Leia Organa
Princesa Leia Organa ou General Leia Organa (seria nomeada como Leia Amidala Skywalker; porém foi batizada depois Leia Organa) é uma personagem fictícia da série de filmes Star Wars (Guerra nas Estrelas) que foi interpretada por Carrie Fisher nos filmes Star Wars: Episode IV - A New Hope, Star Wars: Episode V - The Empire Strikes Back, Star Wars: Episode VI - Return of the Jedi,[carece de fontes?] Star Wars: Episode VII - The Force Awakens, Rogue One: A Star Wars Story e Star Wars: Episode VIII – The Last Jedi..

## Biquíni dourado

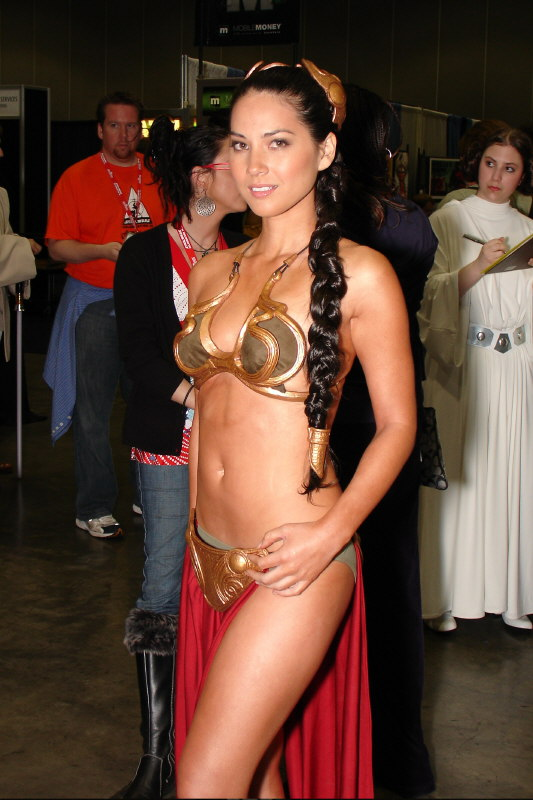
Atriz e modelo americana Olivia Munn vestindo uma réplica do biquíni dourado

Depois de aparecer vestindo o biquíni dourado em "O Retorno de Jedi", a personagem tornou-se um símbolo sexual e a roupa, criada pela figurinista Aggie Guerard Rodgers, um ícone na cultura popular.
O biquíni foi inspirado no trabalho do artista Frank Frazetta e para criá-lo, o departamento de figurino tirou um molde do torso da atriz Carrie Fisher para um melhor caimento. Segundo Rodgers, foram feitas diferentes versões da roupa, para acomodar melhor no corpo da atriz conforme sua atuação nas cenas. Um modelo era de borracha, para as cenas em que Fisher tinha que realizar algum tipo de acrobacia, enquanto outra versão era de metal rígido revestido com couro, de modo que não irritasse o corpo da atriz.
Algumas semanas após a estreia do filme, versões do biquíni criadas por fãs começaram a aparecer em convenções de ficção científica. Uma vez no imaginário da cultura popular, o biquíni virou também referência em várias outras obras. No primeiro episódio da terceira temporada do seriado da TV, Friends, a personagem Rachel, interpretada por Jennifer Aniston, veste uma fantasia similar ao biquíni dourado, a fim de realizar a fantasia sexual de seu namorado, Ross. O episódio intitulado "The One with the Princess Leia Fantasy", foi ao ar em 1996, pela NBC.
Além disso, no sexto episódio da primeira temporada do seriado Chuck, a personagem Sarah Walker, interpretada pela atriz australiana Yvonne Strahovski, também veste-se com um biquíni similar ao usada por Leia Organa.
O traje da Princesa Leia em "O Regresso de Jedi" é a estrela de um leilão de peças icónicas de filmes e séries a decorrer em setembro de 2023.